# Ragnar Svedberg
Olov Ragnar Svedberg, född 1 oktober 1909 i Burträsk, Västerbottens län, död 1988, var en svensk målare.
Han var son till hemmansägaren Johan Edvard Svedberg och Axelina Teresia Burström. Svedberg var gift
med Ellen Lindström men skiljde sig och gifte 1951 om sig med Olga Johanna Carlsson. Svedberg studerade vid Otte Skölds målarskola i Stockholm 1945–1946 på ett stipendium från Västerbottens läns landsting. Svedberg var under långa perioder sjuklig och kunde under dessa perioder inte ställa ut så ofta som han önskat. Han medverkade i jubileumsutställningen Norrland i konsten som visades i Skellefteå 1945 och Sveriges allmänna konstförenings vårsalonger på Liljevalchs konsthall. Hans konst består av landskap, figurmotiv och stilleben utförda i olja eller gouache. Svedberg är representerad vid Östersunds läns museum och Bygdegården i Burträsk.